# Gabriel Farfan
Gabriel Farfán Stopani (San Diego, California, Estados Unidos, 23 de junio de 1988) es un futbolista mexicano-estadounidense que se desenvuelve en la demarcación de defensa, actualmente juega para el New York Cosmos (2010) de la North American Soccer League (2011).

## Trayectoria
Inicios
Empezó en el club de fútbol con los nómadas La Jolla de San Diego, donde logró numerosos títulos con el equipo, incluyendo el campeonato nacional en 2002. También jugó en los Campeonatos Mundiales juveniles celebrados en Japón en el año 2000. En 2004 se incorporó a la Academia de Fútbol IMG y permaneció allí hasta matricularse en la Universidad Estatal de California en Fullerton en la primavera de 2006. Después de dos años con los Titanes CSUF en las que jugó con su hermano gemelo Michael Farfán, se unió a la cantera de un club en México el Club América . Permaneció ahí durante dos años antes de regresar a su país.
Durante sus años universitarios jugó en la USL Premier Development League, con el Orange County Blue Star donde hizo su debut profesional en 2006 , Ventura County Fusion y Los Angeles Legends.
Consolidación
Después de probarse con el club durante la pretemporada de la MLS, firmó con Philadelphia Union el 18 de marzo de 2011  Hizo su debut profesional el día siguiente, en el primer partido de Filadelfia de la temporada 2011 de la MLS, una victoria 1-0 sobre Houston Dynamo. Anotó su primer gol como profesional el 28 de mayo de 2011, en la amplia victoria por 6-2 sobre el Toronto FC.
Fue traspasado a Chivas USA. en 2013 y luego fue cedido a préstamo al Chiapas a principios de 2014 y más tarde fue comprada su carta por el club mexicano. El 26 de febrero de 2016 se dio la noticia que se uniría a los actuales NASL (Liga Norteamérica de Fútbol) Campeones New York Cosmos vía préstamo para la Temporada Primaveral del club de la Liga MX - Chiapas FC.

### Clubes
| Club                    | País                | Año             | Partidos | Goles | Media |
| ----------------------- | ------------------- | --------------- | -------- | ----- | ----- |
| Orange County Blue Star | Estados Unidos      | 2006            | 1        | 0     | 0     |
| Ventura County Fusion   | Estados Unidos      | 2007 - 2008     | 20       | 3     | 0.15  |
| Los Angeles Legends     | Estados Unidos      | 2009            | 9        | 1     | 0.11  |
| América Coapa           | México              | 2010            | 8        | 0     | 0     |
| Philadelphia Union      | Estados Unidos      | 2011 - 2013     | 51       | 1     | 0.02  |
| Chivas USA              | Estados Unidos      | 2013 - 2014     | 13       | 0     | 0     |
| Chiapas Fútbol Club     | México              | 2014 - 2015     | 22       | 2     | 0.09  |
| New York Cosmos (2010)  | Estados Unidos      | 2016 - Presente | 1        | 0     | 0     |
| Total en su carrera     | Total en su carrera | 2006 - Presente | 124      | 7     | 0.06  |

## Selección nacional
Fue internacional con la selección de su país en 2007 en la categoría Sub-20 en nueve ocasiones